# Carlos Adames (zapaśnik)
Carlos Alberto Adames Palmer (ur. 5 sierpnia 1996) – dominikański zapaśnik walczący w stylu klasycznym. Zajął ósme miejsce na igrzyskach panamerykańskich w 2019 i dziewiąte w 2023. Wicemistrz igrzysk Ameryki Środkowej i Karaibów w 2023; piąty w 2018. Brązowy medalista mistrzostw panamerykańskich z 2018, 2022, 2023 i 2024. Wicemistrz igrzysk boliwaryjskich w 2022 i trzeci w 2017 roku.